# اغمات

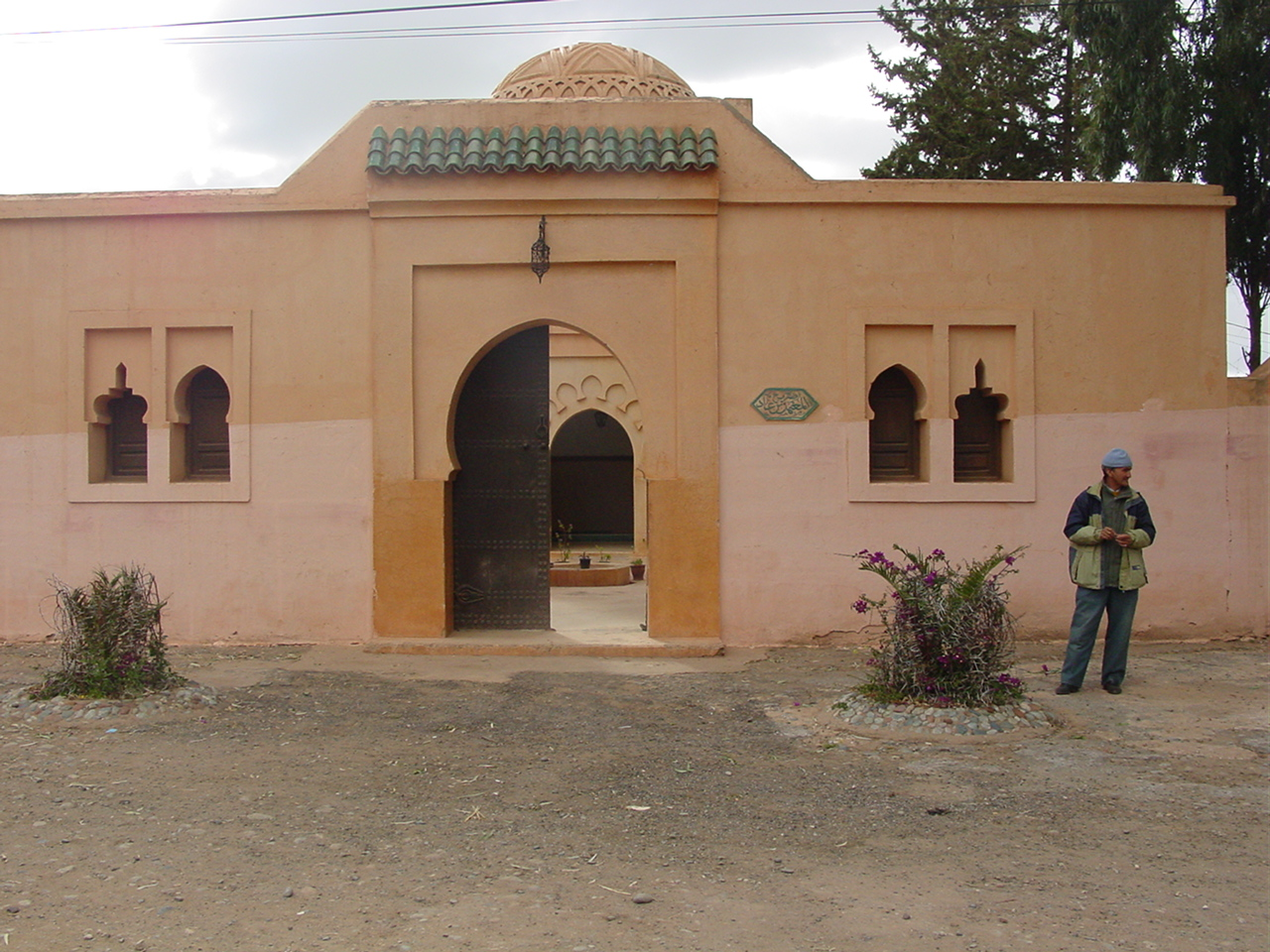
اغمات - آرامگاه شاعر پرتغالی

اغمات (به فرانسوی: Aghmat) یک منطقهٔ مسکونی در مراکش است که در مراکش تانسیفت الحوز واقع شده‌است.